# Markku Jokinen
Pour les articles homonymes, voir Jokinen.
Markku Jokinen, de son vrai nom Dr Markku Juhani Jokinen, est un militant sourd au niveau mondial et l'ancien président de la Fédération mondiale des sourds, né en 1959 à Jämsänkoski, en Finlande. Actuellement, il est le sixième président de l'Union européenne des sourds depuis 2013.

## Biographie
Markku est né en 1959 à Jämsänkoski, Finlande. Sa famille est tout sourde sauf son frère. Il devient professeur certifié des Sourds en 1992. En 2012, il a reçu un doctorat honorifique en droit de l'université Gallaudet.

## Parcours dans la vie politicienne
- Vice-président de l'Union européenne des sourds : 1998-2003
- Président de la Fédération mondiale des sourds : 2003-2011
- Président de l'Association finlandaise des sourds[4] : 2007 -
- Président de l'Union européenne des sourds : 2013 -

## Association finlandaise des Sourds
Il est le président de l'Association finlandaise des Sourds depuis 2007.

## Palmarès

### Deaflympics
- Deaflympics d'hiver de 1987
  -  Médaille d'or sur l'épreuve du ski de fond[5].

## Distinctions et récompenses
- Membre honoraire à vie du Comité international des sports des Sourds depuis 2013[6].
- Doctorat honorifique en droit de l'Université Gallaudet en 2012[7].